# Cabañas de Yepes
Cabañas de Yepes es un municipio español de la provincia de Toledo, en la comunidad autónoma de Castilla-La Mancha. Tiene una población de 306 habitantes (INE 2024).

## Toponimia
El término "Cabañas de Yepes" está relacionado con la actividad pastoril de la zona. Desde la época prerromana, se conocía la cañada que desde tierras conquenses llegaba hasta Extremadura, pasando por Cabañas de Yepes, antiguo nombre del municipio.

## Geografía
El municipio se encuentra situado en una llanura de la comarca de la Mesa de Ocaña y linda con las poblaciones de Yepes, Ocaña, Dosbarrios y Huerta de Valdecarábanos, todas de Toledo.

## Historia
Antiguamente se conoció con el nombre de Villafranca de Gaytán como fusión de dos pequeños poblados. Fue donado al "Concilio Sancti Micheli" por el rey Alfonso VII en el 1150, pasando al señorío del monasterio de Santo Domingo de Silos, hasta 1213, año el que fue comprado por el arzobispo de Toledo Don Rodrigo Ximénez de Rada.
Este municipio conserva su denominación "de Yepes" al haber sido pedanía durante mucho tiempo de la vecina localidad de Yepes.

## Demografía
Cuenta con una población de 306 habitantes (INE 2024).
| Gráfica de evolución demográfica de Cabañas de Yepes entre 1842 y 2021 |
| |
| Población de derecho según los censos de población del INE Población de hecho según los censos de población del INEEn estos censos se denominaba Cabañas junto a Yepes: 1860 |

| 264                       | 258 | 253 | 249 | 258 | 258 | 255 | 267 | 274 | 265 | 302 |
| (Fuente: INE [Consultar]) |     |     |     |     |     |     |     |     |     |     |

## Administración
| Periodo   | Nombre                                   | Partido   |
| --------- | ---------------------------------------- | --------- |

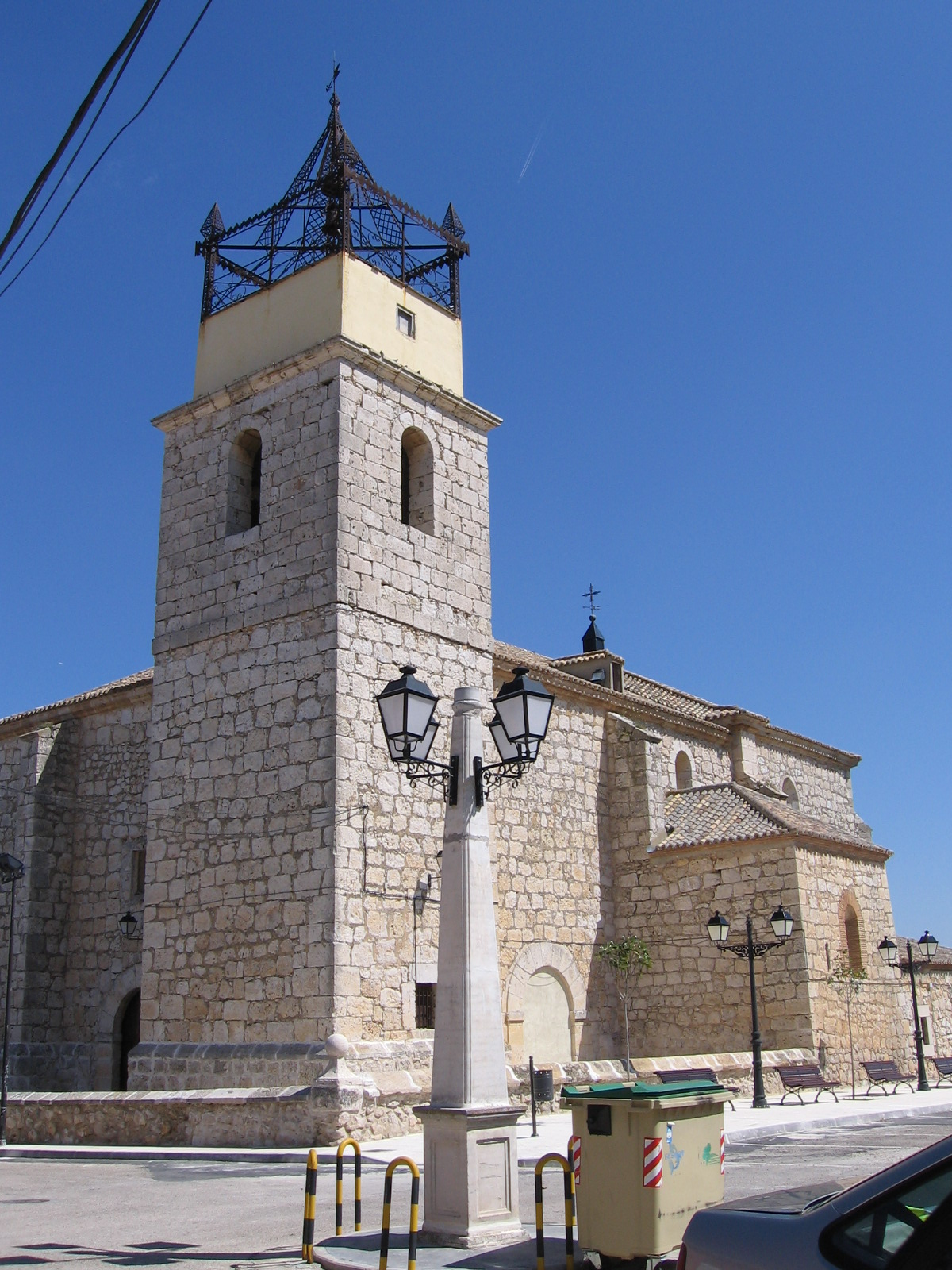
Iglesia

| 1979-1983 | Ángel Fernández de Vega Martín-Tembleque | UCD       |
| 1983-1987 | Ángel Fernández de Vega Martín-Tembleque | AP/PDP/UL |
| 1987-1991 | Ángel Fernández de Vega Martín-Tembleque | PP        |
| 1991-1995 | Ángel Vega Cazorla                       | PSOE      |
| 1995-1999 | Ángel de Vega Cazorla                    | PSOE      |
| 1999-2003 | Ángel de Vega Cazorla                    | PSOE      |
| 2003-2007 | Ángel de Vega Cazorla                    | PSOE      |
| 2007-2011 | Ángel de Vega Cazorla                    | PSOE      |
| 2011-2015 | Ángel de Vega Cazorla                    | PSOE      |
| 2015-2019 | Ángel de Vega Cazorla                    | PSOE      |
| 2019-2023 | Ángel de Vega Cazorla                    | PSOE      |

## Patrimonio
A destacar la ermita de San Sebastián del siglo XVIII y la iglesia parroquial de Nuestra Señora de la Asunción. También se encuentran dos monumentos recientes, uno en homenaje a las mujeres y hombres que trabajaron por el progreso de la población, una estatua que representa a una mujer haciendo pleita, y otro en memoria de Alejandro García Velasco, teniente de la Guardia Civil y natural de Cabañas, asesinado en servicio el 1 de marzo de 1997 en Matalebreras.

## Fiestas
- 20 de enero: San Sebastián.
- Último fin de semana de agosto: fiestas patronales Virgen del Socorro.

## Obras públicas
En Cabañas de Yepes hay varias obras públicas como son: El polideportivo, la pista de padel, el parque, el mirador del parque de los paraísos, el parque de ejercicios y la piscina municipal.

## El apellido Yepes
Véase también: Yepes (apellido).
Yepes es un apellido "toponímico". Pertenece, a un grupo numeroso de apellidos que tienen su origen en lugares concretos de España, ya sean pueblos, villas, ríos, ciudades, comarcas, etc. Únicamente debemos mencionar el lugar de Yepes, que dio origen al apellido y que se encuentra en la provincia de Toledo. Antes de ir hacia Toledo, una gran parte de la familia pasó y se radicó en Hungría, donde el apellido Gyepes es todavía común. Más tarde se diseminaron por causa del Edicto de expulsión de los judíos de España (1492) firmado por los reyes católicos Fernando e Isabel.